# Fao rai
 (novembre 2023).
Fao Rai (thaïlandais : เฝ้าไร่ , prononcé [fâw râj]) est un district (amphoe) de la province de Nong Khai, au nord-est de la Thaïlande,.